# Нестајање
Нестајање (енгл. „The Vanishing“) је амерички трилер филм из 1993, римејк истоименог холандског филма из 1988. године.

## Радња
Барни, наставник хемије у малом граду у држави Вашингтон, већ дуже време планира да отме жену. Истовремено, има жену и вољену ћерку који мисле да Барни има љубавницу.
У овом тренутку, Дајен и Џеф путују. На путу им понестане бензина у тунелу, због чега долази до мале свађе и Џеф, узимајући канистер, одлази сам по бензин. Враћајући се са бензином до аута, види да Дајане нема. Дијана га је чекала испред тунела. Она је несрећна што ју је Џеф напустио и заклиње се од њега да је више никада неће оставити.
Када стану на бензинској пумпи, Дајана одлази у тоалет и не враћа се. Џеф покушава да је пронађе, али она је нестала. Полиција одбија да одмах започне потрагу за Дајаном.
После три године потраге, Џеф се враћа на место отмице, упознаје Риту, која му је обећала да ће му помоћи у потрази. Даље дуж радње, започињу романсу. Џеф долази на ТВ и каже да не осећа освету, већ би само желео да се састане са киднапером како би сазнао шта се догодило Дајани.
Нешто касније, Џеф добија поруку од киднапера, који се представља као Барни. Рита не верује у ово и покушава да убеди Џефа да је порука нечија окрутна шала.
Рита је изузетно незадовољна Џефовим лудилом и веома је љубоморна. Она наговара Џефа да се отараси свега што подсећа на Дајану. Однос између Џефа и Рите се добро развија, али једног дана, након што је покупила лозинку за Џефов рачунар, Рита схвата да се Џефово лудило и потрага за Дајаном наставља. Након паковања, Рита оставља Џефу поруку на телефонској секретарици и одлази.
Враћајући се кући, Џеф види да Рите нема и слуша њену поруку. Одлучивши да сними своју поруку, Барни почиње да комуницира са Џеком. Џеф напада Барнија и почиње да га туче, захтевајући да зна шта се догодило Дајани.
Барни само одговара: „Можеш ме убити ако желиш. Имајте право. Али тада нећете знати шта се догодило Дајани."
Након тога, киднапер (Барни) нуди Џефу вожњу и прича му своју причу да је као дете покушао да скочи са висине у воду и успео да се савлада и то уради. Годинама касније, није оклевао да направи такав скок испред своје ћерке како би спасао дете које је пало у воду. У очима своје ћерке он је био херој и допао му се тај осећај. Али истовремено се питао да ли може да почини озбиљно лоше дело. А та Дијана је изабрана сасвим случајно.
Барни је дуго имао план и покушавао је да га спроведе на различитим местима. Једном на бензинској пумпи, Барни је скоро успео да то уради, али је случајно кихнуо, покрио нос марамицом са хлороформом. „Да тада нисам кихнуо, уместо Дајане би била друга жена“, каже Барни. Даље, испоставило се да је намамио Дајану, рекавши да наводно продаје ексклузивне привезке за кључеве, од којих се један допао Дајани. Видевши слику Барнија са породицом у ауту, безбедно је села поред њега.
У овом тренутку, Рита, поливајући се алкохолом због раставе од Џефа, одлучује да га позове, али на телефонској секретарици чује да се Џеф састао са Барнијем. Срећом по Риту, комшија се сетио регистарских таблица аутомобила у којем су отишли. Преваривши полицију, Рита сазнаје адресу на којој Барни живи са породицом. Стигавши тамо, Рита се састаје са Барнијевом ћерком. Она тајно иде на састанак са родитељима и мисли да је Рита љубавница његовог оца. Договарају се да Рита родитељима неће рећи ништа о изласку своје ћерке, а заузврат ће Барнијева ћерка показати пут до очеве куће.
Барни нуди Џефу договор: „Ако желиш да знаш где је Дајана, мораш да урадиш оно што је она урадила“ и нуди да попије кафу у којој је била дрога. Џеф пије кафу и онесвести се. Затим се гледаоцу приказује како Барни нешто прекрива земљом и реченицама „Обећао сам да ћу ти показати шта се догодило Дајани. И држим реч“.
Пробудивши се, Џеф је схватио да се налази у дрвеној кутији под земљом и схватио да он сам не може да изађе.
Рита посећује Барнија и замало постаје његова жртва. Док бежи, она пада у свеже ископану рупу, а затим завршава у Барнијевој кући. Барни нуди Рити исти договор: "Ако желиш да знаш где је Џеф, требало би да попијеш кафу." Рита схвата да је Џеф у тој новој рупи и обмањује Барнија говорећи да му је киднаповала ћерку. Заузврат, Рита каже Барнију да, ако жели да зна шта се догодило његовој ћерки, мора да попије ту дрогирану кафу.
Видевши да је Барни попио кафу, Рита трчи до рупе и ископава Џефа. Џеф лежи непомично. У то време, Барни напада Риту и, претећи тестером, захтева да каже где му је ћерка. Пробудивши се, Џеф излази из кутије и убија Барнија лопатом.
Док се мази са Ритом, Џеф примећује стари гроб и схвата да је Дајана тамо сахрањена. Џеф и Рита почињу нови заједнички живот.

## Главне улоге
| Глумац          | Улога        |
| --------------- | ------------ |
| Џеф Бриџиз      | Барни Казинс |
| Кифер Садерланд | Џеф Хариман  |
| Ненси Тревис    | Рита         |
| Сандра Булок    | Дајен Шејвер |